# Barrage d'Aviemore
Le barrage d'Aviemore est un barrage sur la rivière Waitaki en Nouvelle-Zélande. Il s'agit d'un barrage composite, avec une section en remblai et une section en béton. Construit dans les années 1960 (et achevé en 1968), il contient le lac Aviemore.
Le barrage d'Aviemore est détenu et exploité par Meridian Energy, et son objectif principal est d'alimenter une centrale hydroélectrique. Il fait partie du système hydroélectrique de la rivière Waitaki, qui fournit 30 % de la quantité considérable d'énergie hydroélectrique de la Nouvelle-Zélande.

## Caractéristique

### Structure composite du barrage
Les conditions de fondation du barrage diffèrent de part et d'autre de la faille de Waitangi, d'où l'utilisation de différents types de construction. Sur le côté nord de la vallée (côté Canterbury), le barrage est fondé sur une roche grisewacke et consiste en une structure en béton de 335 mètres de long. Sur le côté sud de la vallée (côté Otago), le barrage est fondé sur des roches sédimentaires tertiaires et consiste en un barrage en remblai zoné (terre) de 457 mètres de long. Pendant la construction de la section en béton, le ciment à basse température a été utilisé pour la première fois dans une application à grande échelle en Nouvelle-Zélande, afin de permettre un coulage rapide du béton sans avoir besoin d'éléments de refroidissement. Les déversoirs et les conduites forcées des barrages sont incorporés dans la section en béton du barrage.

### Installations hydroélectriques
Les installations de production hydroélectrique du barrage sont constituées de 4 turbines francis de 55 mégawatts (74 000 hp) chacune, pour une capacité totale de 220 mégawatts (300 000 hp) au total), les générateurs étant de 4 x 11 kV. L'installation produit environ 942 gigawattheures (3 390 TJ) d'électricité par an. La hauteur de chute nette est de 37 mètres, et les conduites forcées (conduites d'eau menant aux turbines) avaient le plus grand diamètre de Nouvelle-Zélande au moment de la construction, soit 7 mètres de diamètre chacune.

### Renforcement sismique
Au milieu des années 2000 (décennie), des travaux ont été entrepris pour améliorer le barrage et ses structures annexes contre les effets des charges sismiques, et pour réduire le risque de débordement résultant des vagues de seiche induites par les séismes dans le lac Aviemore, en cas de rupture de la faille de Waitangi.
Au moment de la construction, la faille de Waitangi était considérée comme inactive, mais des enquêtes menées au début des années 2000 ont révélé que la faille était active (mais avec une faible probabilité de mouvement). L'analyse et l'évaluation de la sécurité du barrage, ainsi que la conception des améliorations, ont été menées par URS Consultants, qui a reçu un prix d'argent ACENZ Innovate NZ pour son évaluation et sa mise à niveau de la sécurité.

## Note et référence
1. ↑  « Aviemore hydro dam », dans Te Ara: The Encyclopedia of New Zealand (lire en ligne [archive du 9 août 2007]) (archive du 2007-08-09) (consulté le 15 juin 2008)
2. 1 2  Aviemore Dam Seismic Safety Evaluation & Upgrade - Innovate NZ, Brochure of the '2007 ACENZ Awards of Excellence', Page 13
3. ↑  « Aviemore Dam » [archive du 13 mars 2006], URS (consulté le 10 octobre 2007)
4. 1 2  « Introducing Aviemore » [archive du 15 octobre 2008], Meridian Energy (consulté le 10 octobre 2007)

- (en) Cet article est partiellement ou en totalité issu de l’article de Wikipédia en anglais intitulé « Aviemore Dam » (voir la liste des auteurs).